# Romain Amalfitano
Romain Amalfitano (* 27. August 1989 in Nizza) ist ein französischer ehemaliger Fußballspieler. Der Mittelfeldspieler ist Bruder des französischen Nationalspielers Morgan Amalfitano.

## Sportlicher Werdegang
Amalfitano entstammt der Jugend des LB Châteauroux. 2009 verließ er den Klub und schloss sich dem Drittligisten FC Évian Thonon Gaillard an. Mit seinem neuen Klub, an dem die ehemaligen französischen Nationalspieler Zinédine Zidane, Bixente Lizarazu und Alain Boghossian beteiligt sind, stieg er am Ende der Spielzeit in die Ligue 2 auf. Nach Ende seines Kontraktes kehrte er jedoch dem Verein den Rücken und wechselte zum zweitklassigen Ligakonkurrenten Stade Reims, bei dem er einen Vertrag mit zwei Jahren Laufzeit unterzeichnete.
In der Saisonvorbereitung noch Ergänzungsspieler, stand Amalfitano in der Spielzeit 2010/11 am 2. Spieltag erstmals in der Startelf in der Ligue 2. Zeitweilig anschließend Stammkraft verlor er am elften Spieltag seinen Stammplatz und schwankte im weiteren Saisonverlauf zwischen Startformation und Ersatzbank. Am Saisonende standen 32 Saisonspiele sowie der zehnte Tabellenplatz zu Buche. In der folgenden Spielzeit wurde er zeitweise von Verletzungen gebremst. Dennoch machte er durch seine Sprints und entscheidenden Pässe außerhalb der Landesgrenzen auf sich aufmerksam. Ab Juli 2012 steht der ablösefreie Spieler für drei Jahre beim von Alan Pardew trainierten englischen Verein Newcastle United unter Vertrag.